# Asian Women's Sevens Championship 2009
El Asian Women's Sevens Championship (Campeonato Femenino de rugby 7 de Asia) de 2009 fue la décima edición del torneo femenino de rugby 7 de la confederación asiática.

## Posiciones

### Grupo A
| Equipo        | Encuentros | Encuentros | Encuentros | Encuentros | Tantos  | Tantos    | Tantos     | Puntos |
| Equipo        | jugados    | ganados    | empatados  | perdidos   | a favor | en contra | diferencia | Puntos |
| ------------- | ---------- | ---------- | ---------- | ---------- | ------- | --------- | ---------- | ------ |
| Tailandia     | 4          | 4          | 0          | 0          | 125     | 10        | +115       | 12     |
| Kazajistán    | 4          | 3          | 0          | 1          | 99      | 28        | +71        | 10     |
| Golfo Pérsico | 4          | 2          | 0          | 2          | 52      | 71        | -19        | 8      |
| Taiwán        | 4          | 1          | 0          | 2          | 33      | 92        | -59        | 6      |
| Irán          | 4          | 0          | 0          | 4          | 19      | 127       | -108       | 4      |

### Grupo B
| Equipo     | Encuentros | Encuentros | Encuentros | Encuentros | Tantos  | Tantos    | Tantos     | Puntos |
| Equipo     | jugados    | ganados    | empatados  | perdidos   | a favor | en contra | diferencia | Puntos |
| ---------- | ---------- | ---------- | ---------- | ---------- | ------- | --------- | ---------- | ------ |
| China      | 4          | 4          | 0          | 0          | 132     | 10        | +122       | 12     |
| Uzbekistán | 4          | 3          | 0          | 1          | 64      | 26        | +38        | 10     |
| Guam       | 4          | 1          | 1          | 2          | 40      | 51        | -11        | 7      |
| Hong Kong  | 4          | 1          | 1          | 2          | 34      | 91        | -57        | 7      |
| Singapur   | 4          | 0          | 0          | 4          | 20      | 112       | -92        | 4      |

### Grupo C
| Equipo  | Encuentros | Encuentros | Encuentros | Encuentros | Tantos  | Tantos    | Tantos     | Puntos |
| Equipo  | jugados    | ganados    | empatados  | perdidos   | a favor | en contra | diferencia | Puntos |
| ------- | ---------- | ---------- | ---------- | ---------- | ------- | --------- | ---------- | ------ |
| Laos    | 3          | 3          | 0          | 0          | 36      | 22        | +14        | 9      |
| Malasia | 3          | 2          | 0          | 1          | 43      | 22        | +21        | 7      |
| Camboya | 3          | 1          | 0          | 2          | 17      | 29        | -12        | 5      |
| India   | 3          | 0          | 0          | 3          | 20      | 43        | -23        | 3      |

### Copa de oro
|  | Cuartos de final | Cuartos de final | Cuartos de final |            |           | Semifinales | Semifinales | Semifinales |  |       | Copa  | Copa | Copa |  |
|  |                  |                  |                  |            |           |             |             |             |  |       |       |      |      |  |
|  |                  |                  |                  |            |           |             |             |             |  |       |       |      |      |  |
|  | China            | China            | 31               |            |           |             |             |             |  |       |       |      |      |  |
|  | China            | China            | 31               |            |           |             |             |             |  |       |       |      |      |  |
|  | Taiwán           | Taiwán           | 5                |            |           |             |             |             |  |       |       |      |      |  |
|  | Taiwán           | Taiwán           | 5                |            | China     | China       | 17          |             |  |       |       |      |      |  |
|  |                  |                  |                  |            | China     | China       | 17          |             |  |       |       |      |      |  |
|  |                  |                  | Kazajistán       | Kazajistán | 0         |             |             |             |  |       |       |      |      |  |
|  | Kazajistán       | Kazajistán       | Kazajistán       | Kazajistán | 0         | 21          |             |             |  |       |       |      |      |  |
|  | Kazajistán       | Kazajistán       |                  |            |           |             |             |             |  |       |       |      |      |  |
|  | Guam             | Guam             | 5                |            |           |             |             |             |  |       |       |      |      |  |
|  | Guam             | Guam             | 5                |            |           |             |             |             |  | China | China | 24   |      |  |
|  |                  |                  |                  |            |           |             |             |             |  | China | China | 24   |      |  |
|  |                  |                  | Tailandia        | Tailandia  | 14        |             |             |             |  |       |       |      |      |  |
|  | Tailandia        | Tailandia        | Tailandia        | Tailandia  | 14        | 25          |             |             |  |       |       |      |      |  |
|  | Tailandia        | Tailandia        |                  |            |           |             |             |             |  |       |       |      |      |  |
|  | Hong Kong        | Hong Kong        | 0                |            |           |             |             |             |  |       |       |      |      |  |
|  | Hong Kong        | Hong Kong        | 0                |            | Tailandia | Tailandia   | 22          |             |  |       |       |      |      |  |
|  |                  |                  |                  |            | Tailandia | Tailandia   | 22          |             |  |       |       |      |      |  |
|  |                  |                  | Uzbekistán       | Uzbekistán | 10        |             |             |             |  |       |       |      |      |  |
|  | Uzbekistán       | Uzbekistán       | Uzbekistán       | Uzbekistán | 10        | 10          |             |             |  |       |       |      |      |  |
|  | Uzbekistán       | Uzbekistán       |                  |            |           |             |             |             |  |       |       |      |      |  |
|  | Golfo Pérsico    | Golfo Pérsico    | 0                |            |           |             |             |             |  |       |       |      |      |  |
|  | Golfo Pérsico    | Golfo Pérsico    | 0                |            |           |             |             |             |  |       |       |      |      |  |
|  |                  |                  |                  |            |           |             |             |             |  |       |       |      |      |  |

| Bandera de la República Popular China |
| Campeón China                         |
| Segundo título                        |